# Erdmannhausen
Erdmannhausen è un comune tedesco di 5 220 abitanti, situato nel land del Baden-Württemberg.